# Juraj Mikúš
Juraj Mikúš (ur. 22 lutego 1987 w Skalicy) – słowacki hokeista, reprezentant Słowacji.

## Kariera
- HK 36 Skalica U18 (2003-2004)
- HK 36 Skalica U20 (2004-2005)
- HK 36 Skalica (2004-2006)
- Chicoutimi Saguenéens (2006-2007)
- HK 36 Skalica (2007-2009)
  -  HC 05 Banská Bystrica (2008)
- Manchester Monarchs (2009-2010)
- Dinamo Ryga (2010)
- Spartak Moskwa (2010-2011)
- HC Lev Poprad (2011-2012)
  -  TPS (2012)
- HC Lev Praga (2012-2013)
- Slovan Bratysława (2013-2014)
- Sparta Praga (2014)
- HC Ołomuniec (2016-2017)
- Slovan Bratysława (2017-2018)
- HC Litvínov (2018-2020)
- HKm Zvolen (2020-)

Wychowanek HK 36 Skalica. W 2005 roku został wybrany w drafcie NHL 2005 przez Montréal Canadiens (runda 4, numer 121), a ponadto w 2009 roku w drafcie KHL przez Spartak Moskwa (runda 3, numer 60). Od maja 2012 zawodnik HC Lev Praga. Od 31 stycznia 2013 zawodnik Slovana Bratysława. Od lipca 2014 zawodnik Sparty Praga. Pomimo tego od 2014 do 2016 nie występował czynnie jako hokeista. Od końca sierpnia 2016 do kwietnia 2017 zawodnik HC Ołomuniec. W Połowie 2017 ponownie został zawodnikiem Slovana, skąd pod koniec stycznia 2018 przeniósł się do HC Litvínov. Zawodnikiem tego klubu był do stycznia 2020. Wówczas został zawodnikiem HKm Zvolen.
Uczestniczył w turniejach mistrzostw świata w 2008, 2009, 2012, 2014, 2018.

## Sukcesy
Reprezentacyjne
- Srebrny medal mistrzostw świata: 2012

Klubowe
- Srebrny medal mistrzostw Słowacji: 2009 z HK 36 Skalica

Indywidualne
- Mistrzostwa świata juniorów do lat 18 w 2005:
  - Pierwsze miejsce w klasyfikacji asystentów turnieju: 7 asyst
- Mistrzostwa Świata Juniorów w Hokeju na Lodzie 2007:
  - Pierwsze miejsce w klasyfikacji strzelców turnieju: 5 goli
- Ekstraliga słowacka 2008/2009:
  - Pierwsze miejsce w klasyfikacji asystentów: 59 asyst
  - Skład gwiazd